# Валлійська мова

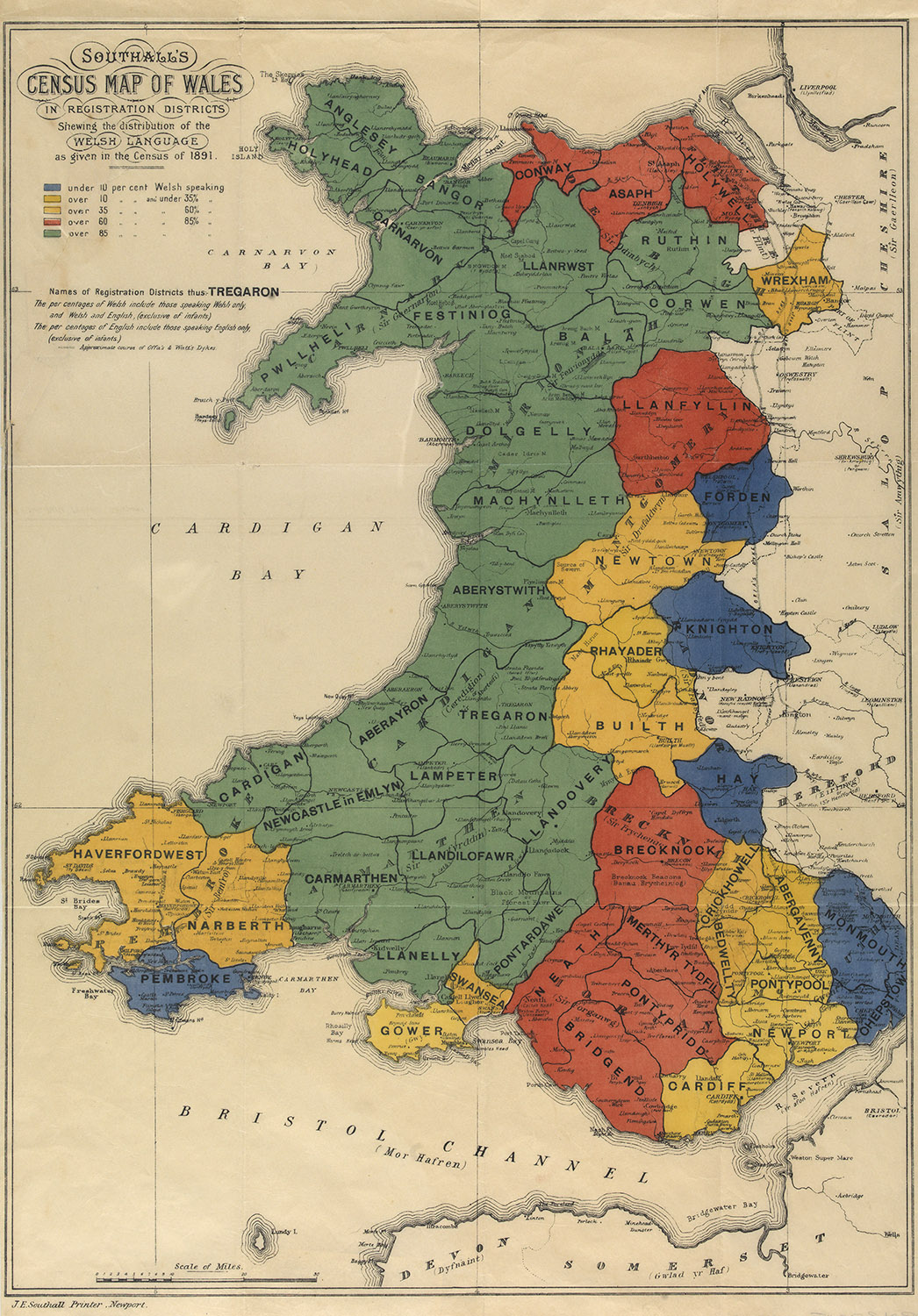
Мапа Вельсу 1891 року за кількістю мовців у відсотках, що спілкувались валійською мовою:
зелений — понад 85%
червоний — від 60% до 85%
помаранчевий — від 35% до 60%
жовтий — від 10% до 35%
синій — менше 10%

Валлíйська мóва, або валійська, також уéльська мóва, чи кемрíйська мóва (самоназва Cymraeg або y Gymraeg) — одна з бритських мов кельтської мовної групи індоєвропейської мовної родини. Є офіційною мовою Уельсу, широко використовується в Чубуті, колонії валлійців-імігрантів у регіоні Патагонія в Аргентині. Поширена в багатьох країнах, зокрема: Канада, США, Австралія та інші.
У зв'язку з масовим впровадженням англійської мови з часу втрати незалежності Уельсу валлійська мова почала поступово занепадати і ставати все менш популярною. Проте починаючи з 1990-х років у зв'язку з проведенням певних заходів валлійська мова стала посідати чільне місце у громадському житті валлійців.

## Статус
За даними перепису 2001 року 611 000 осіб, або 20,5 % населення Уельсу, володіють валлійською (у порівнянні з 18,5 % у 1991 році). При цьому перепис свідчить про те, що 25 % мешканців Уельсу народилися за його межами, тобто є іммігрантами. Кількість носіїв уельської мови в інших частинах Великої Британії достовірно не відома, але їх чисельність порівняно велика у головних містах уздовж кордону Англії з Уельсом. За оцінками телеканалу S4C, 1993 року в Англії проживало близько 133 000 осіб, які розуміли валлійську; понад третину їх було зосереджено у районі Великого Лондона. Опріч того, носії уельської мови мешкають у Канаді (3 160 за даними Ethnologue) та США (2 655).
Серед носіїв валлійської мови мало тих, що не володіють англійською (не беручи до уваги валлійців долини Чубут, другою мовою у яких є іспанська мова. Крім того, дуже багато людей воліє користуватися валлійською, а не англійською мовою. Вибір мови мовцем може змінюватися залежно від предметної сфери (галузі) (явище, яке відоме у лінгвістиці як «код-світчинг», або перемикання кодів). Нерідко і змішування кодів (оскільки у живу мову частенько вкраплюються англійські слова).
Попри те, що уельська мова є мовою меншини і перебуває під тиском англійської мови, у другій половині XX сторіччя зростала її підтримка паралельно з піднесенням націоналістичних політичних організацій, як-от: партія Plaid Cymru (Партія Уельсу) та Cymdeithas yr Iaith Cymraeg (Товариство валлійської мови).
Як перша мова уельська найпоширеніша переважно на сільських півночі та заході Уельсу, насамперед у Гвінеді, Денбігширі, Англсі, Кармартенширі, Північному Пембрукширі, Кередігіоні та на частинах західного Гламоргана, проте людей, які добре розмовляють валлійською, можна зустріти по всьому Уельсу. При цьому мова майже повністю не використовується у великих містах на півдні (Кардіфф, Ньюпорт, Брідженд; у меншій мірі це стосується Суонсі).
Валлійська мова — жива, вона використовується у повсякденному житті багатьма тисячами людей і представлена в Уельсі повсюди. Уельський мовний акт (1993) і Уельський урядовий акт (1998) затверджує рівність валлійської та англійської мов. Громадські органи повинні розробити і реалізувати Програму валлійської мови. Тому місцеві ради та Національна асамблея Уельсу використовують уельську мову як офіційну, видають офіційні друковані матеріали і повідомлення з валлійськими версіями (наприклад, листи зі школи батькам, бібліотечну інформацію, інформацію місцевої ради), а всі дороговкази в Уельсі мають бути англійською і валлійською мовами, у тому числі варіанти географічних назв. Усе це означає, що часто-густо навіть діти тих, хто приїхав до Уельсу, наприклад, з Англії, здобувають певні знання валлійської.
Уряд Великої Британії ратифікував Європейську хартію регіональних мов та мов меншин щодо валлійської мови.
Валлійська мова здобула велику глядацьку аудиторію після створення у листопаді 1982 року телевізійного каналу S4C (Sianel Pedwar Cymru, «4-й канал, Уельс»), який веде мовлення у прайм-тайм лише валлійською.
Відповідно до Закону про громадянство Великої Британії 1981 року, володіння валлійською мовою поряд з англійською чи шотландською, є достатньою умовою дотримання критерію знання мови для натуралізації.

## Історія розвитку
Найдавніші пам'ятки бритських мов, виявлені на території Британії, відносяться до III сторіччя — це, зокрема, римські написи з Бата, де зустрічаються бритські вкраплення, насамперед імена.
Найдавніші писемні джерела, які можна ідентифікувати як валлійські, датуються, ймовірно, приблизно VI століттям, а мову того часу деякі учені (наприклад, Джон Т. Кук) ще вважають пізньою загальнобритською. Про цю мову відомо дуже мало. Наступний значний період, дещо краще відображений, називається давньоваллійським (з IX по XI ст.); це була мова законів короля Хівела Доброго (які дійшли до нас тільки у середньоваллійський і латинських рукописах), а також поезії Уельсу та південної Шотландії (тоді її населення ще було бритським). З розширенням англосаксонської колонізації кельтське населення Уельсу було відірване від кельтів північної Англії, які розмовляли кумбрійською мовою, та від кельтів південного заходу, що розмовляли корнською мовою, і їх мови стали розходитися.

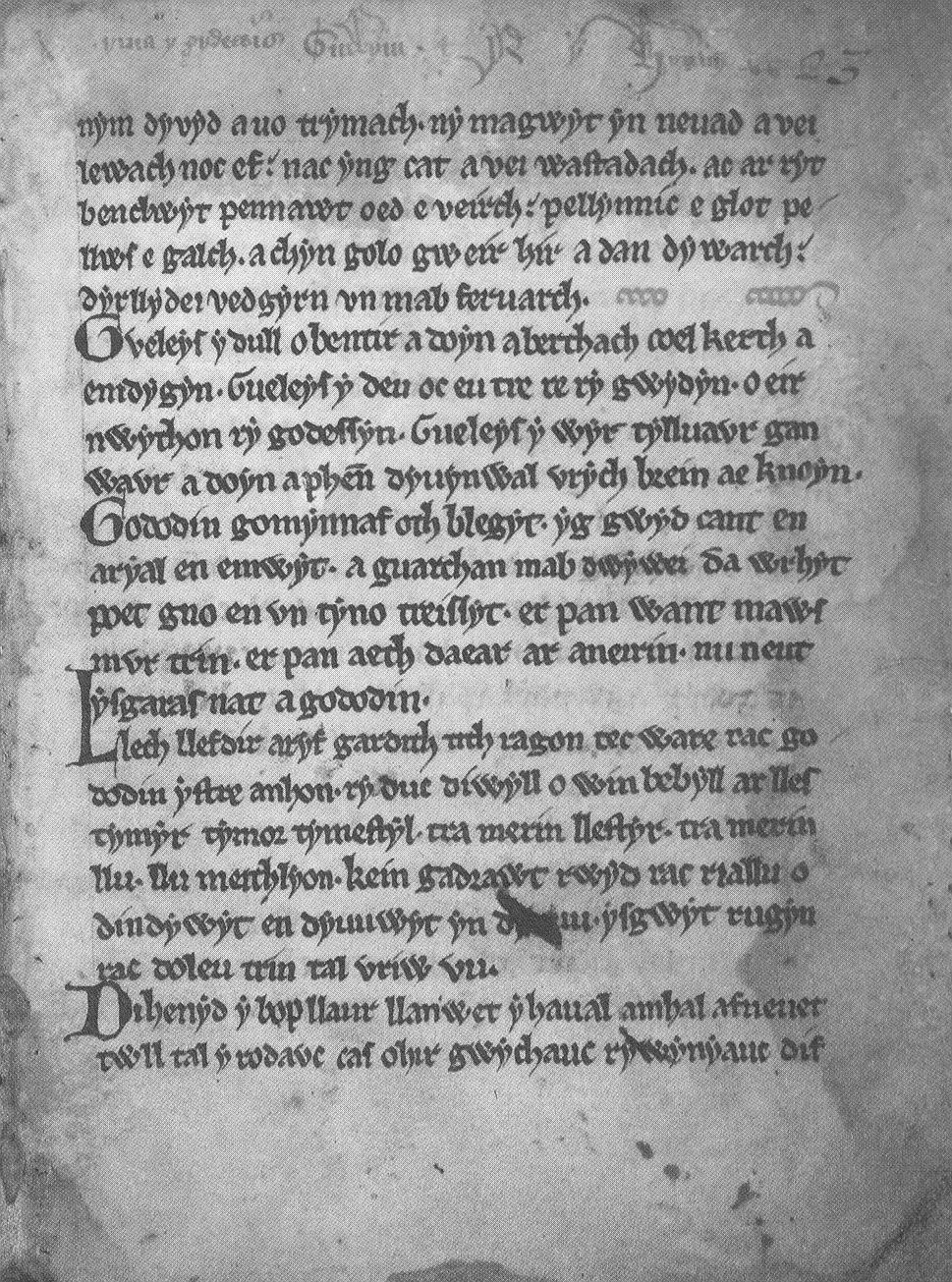
Сторінка з рукопису поеми «Гододін» середньоваллійською мовою

Середньоваллійська (або Cymraeg Canol) — назва валлійської мови періоду з XII по XIV сторіччя, від якої до нас дійшло набагато більше джерел, аніж більш ранніх періодів. Це мова майже усіх рукописів Мабіногі, які дійшли до сьогодення, хоча самі ж історії були складені раніше. Середньоваллійська мова достатньо зрозуміла для сучасного носія мови.
Розвиток сучасної валлійської мови може бути поділений на два періоди. Перший період, рання нововаллійська, тривав з XIV приблизно до кінця XVI століття. Це була мова придворних поетів (Y Cywyddwyr), зокрема, Давида ап Гвіліма. Пізня нововаллійська розпочинається з публікації 1588 року перекладу Біблії Вільяма Морґана. Як у випадку з англійським перекладом у версії короля Якова, Біблія Морґана справила значний стабілізуючий вплив на мову, та сучасна (особливо писемна, офіційна) все ще зберігає ті характеристики нововаллійської, що й мова Морґана. Звичайно, з тих часів відбулися і певні зміни.
Валлійська мова дістала подальший стимул в розвитку у XIX сторіччі з опублікуванням перших валлійських словників. Праця ранніх валлійських лексикографів, як-от Деніел Сілван Еванс, дозволила максимально точно задокументувати мову, і сучасні словники, наприклад, Geiriadur Prifysgol Cymru (Словник університету Уельсу), є безпосередніми наступниками цих словників.

## Лінгвістична характеристика

### Вимова

#### Приголосні
У валлійській мові розрізняють 29 приголосних звуків
:
|              | Губні | Зубні | Ясенні | Бокові | Заясенні | Піднебінні | Задньопіднебінні | Гортанні |
| ------------ | ----- | ----- | ------ | ------ | -------- | ---------- | ---------------- | -------- |
| Проривні     | p b   |       | t d    |        |          |            | k g              |          |
| Африкати     |       |       |        |        | tʃ dʒ    |            |                  |          |
| Носові       | (m̥) m |       | (n̥) n  |        |          |            | (ŋ̊) ŋ            |          |
| Щілинні      | f v   | θ ð   | s (z)  | ɬ      | ʃ        |            | x                | h        |
| Апроксиманти | w     |       | r̥ r    | l      |          | j          |                  |          |

[z] зустрічається лише в неасимільованих запозиченнях, і тільки у північних діалектах вимовляється як [s]. У південних діалектах відсутній [h], крім того, північному та літературному початковому chw- [xw] відповідає [w].
У кінці слова часто відпадають дзвінкі щілинні f та dd (tref і tre 'село', mynydd 'гора' та i fyny 'уверх', досл. 'у гору'). У деяких північних діалектах [s] перед голосними переднього ряду вимовляється як [ʃ] (наприклад, nes i fynd adre ['nɛʃi 'vɨnd 'adre] 'я пішов додому').

#### Голосні
У валлійській мові розрізняють короткі та довгі голосні звуки, які відрізняються не тільки довготою, а й якістю. Це протиставлення є змістовним, напр. [muːg] 'дим', [mʊg] 'кухоль'. Усього у мові налічується 13 голосних фонем.
За наявністю тих чи інших голосних звуків діалекти валлійської мови поділяються на дві групи: північні та південні. Основна з відмінностей між діалектами: збіг чи розрізнення звуків [ɨ(ː)] (орфографічні u, y) та [iː], [ɪ] (орфографічний i). На півдні усім цим фонемам відповідає [i] resp. [ɪ]; отже, там не розрізняються, так мовити, fu 'був' і fi 'я'.
Валлійська мова багата також на дифтонги. Найширші їх системи зустрічаються на півночі; на півдні багато з дифтонгів збігаються. Максимальний набір дифтонгів наступний (у дужках — вимова, властива для Південного Уельсу): [aɨ] ([aɪ]), [aɪ], [aʊ], [əɪ], [əɨ] ([əɪ]), [ɛʊ], [əɨ] ([əɪ]), [ɔɨ/] ([ɔɪ]), [ɔɪ], [ɔɨ] ([ɔɪ]), [ɔʊ], [ɨʊ] ([ɪʊ]), [ʊɪ], [ɨʊ] ([ɪʊ]).
Наголос у валлійській практично завжди падає на передостанній склад слова; у небагатьох винятках наголос маркований знаком акута (´), наприклад, ffarwél (від farewell). Наголос у валлійській мові силовий, проте, для післянаголошеного складу теж властивий рух тону і невеликий ступінь редукції голосного. Історично це пов'язано з тим, що раніше наголос падав на останній склад і пересунувся він тільки у середньоваллійський період; склад, який раніше був наголошеним, зберіг частину своїх характеристик (зокрема, післянаголошені склади можуть рифмуватися у вірші; див. кінханед). З цим процесом пов'язано і типологічно незвична наявність у валлійській мові наголошеного шва [ə].
Постійне положення наголосу на передостанньому складі призводить до того, що в однокореневих і в різних формах одного слова наголос пересувається у міру додавання складів до кінця слова.

### Правопис
Теперішній правопис валлійської мови утвердився порівняно недавно. Велику роль у цьому відіграла Біблія Вільяма Моргана.
| Літера(и) | IPA | Назва | Літера(и) | IPA           | Назва   |
| --------- | --- | ----- | --------- | ------------- | ------- |
| a         | [a] | a     | ll        | [ɬ]           | èll     |
| b         | [b] | bi    | m         | [m]           | em      |
| c         | [k] | ec    | n         | [n]           | èn      |
| ch        | [x] | èch   | o         | [ɔ]           | o       |
| d         | [d] | di    | p         | [p]           | pi      |
| dd        | [ð] | èdd   | ph        | [f]           | ffi     |
| e         | [ɛ] | e     | r         | [r]           | èr      |
| f         | [v] | èf    | rh        | [r̥]           | rhi     |
| ff        | [f] | èff   | s         | [s]           | ès      |
| g         | [g] | èg    | t         | [t]           | ti      |
| ng        | [ŋ] | èng   | th        | [θ]           | èth     |
| h         | [h] | aets  | u         | [ɨ], [i]      | u bedol |
| i         | [ɪ] | i     | w         | [ʊ]           | ŵ       |
| l         | [l] | èl    | y         | [ɨ], [i], [ə] | y [əː]  |

- h вказує на глухоту в mh, nh, і ngh.
- ph дуже рідко зустрічається у словах, які походять з грецької (наприклад, phenol 'фенол'), але частіше внаслідок спірантної мутації (наприклад, ei phen-ôl).
- y означає [ə] в односкладових ненаголошених словах (клітиках) типу fy 'мій' та некінцевих складах, одначе [ɨ] або [i] (залежно від діалекту) у всіх інших положеннях. Виняток становлять певні запозичені слова, наприклад nyrs [nərs] 'медсестра' (nurse)[38].
- si позначає /ʃ/, якщо за ним йде голосний[37].
- Букви, які складаються з двох символів, розглядаються як одна літера (з наведеним вище порядком прямування), хоча такі ж комбінації символів інколи можуть виникнути при сусідній позиції двох різних букв. Наприклад, наведемо список слів в алфавітному порядку: datysen, dathlu, dectant, dechrau, difywyd, diffaith, dynged, dylunio, dylluan, dyngarol, ddiwedd.

Довгота голосних фонем на письмі не завжди позначається: існують загальні правила щодо довготи голосних звуків перед певними приголосними. При цьому якщо голосний є довгим у тому положенні, де він згідно з цими правилами повинен бути коротким, то він отримує знак циркумфлекса: ср. ffon 'палиця' з коротким голосним і ffôn 'телефон' з довгим. Зворотна ситуація (короткий голосний у «довгій» позиції) позначається знаком гравіса: pas /paːs/ 'кашель', pàs /pas/ 'пропуск'; mwg /muːg/ 'дим', mẁg /mʊg/ 'кухоль'.
| Літера | IPA        |
| ------ | ---------- |
| â      | /aː/       |
| ê      | /eː/       |
| î      | /iː/       |
| ô      | /oː/       |
| û      | /ɨː/, /iː/ |
| ŵ      | /uː/       |
| ŷ      | /ɨː/, /iː/ |

Дифтонги позначаються наступним чином:
| Літери | IPA                                      |
| ------ | ---------------------------------------- |
| ae     | [aɨ]                                     |
| ai     | [aɪ]                                     |
| au     | [aɪ], але як закінчення множини [a], [e] |
| aw     | [aʊ]                                     |
| ei     | [əɪ]                                     |
| eu     | [əɨ], [əɪ]                               |
| ew     | [ɛʊ]                                     |
| ey     | [əɨ], [əɪ]                               |
| oe     | [ɔɨ/]                                    |
| oi     | [ɔɪ]                                     |
| ou     | [ɔɨ], [ɔɪ]                               |
| ow     | [ɔʊ]                                     |
| uw     | [ɨʊ], [ɪʊ]                               |
| wy     | [ʊɪ]                                     |
| yw     | [ɨʊ], [ɪʊ]                               |

- Вимова, зазначена зліва, поширена у Північному Уельсі, а вказана справа — у Південному.

Наступні букви зустрічаються лише у запозичених словах.
| Літера | IPA  |
| ------ | ---- |
| j      | /dʒ/ |
| ts     | /tʃ/ |

Літера j вживається у словах, запозичених безпосередньо з англійської мови (jîns 'джинси'), а також у деяких біблейських іменах: до перекладу Вільяма Моргана існувала власна валлійська традиція їх передавання, яка спиралася на латину, проте після Реформації та введення англіканства валлійські переклади стали орієнтуватися на англійські. Так, наприклад, ім'я Йова може передаватися як Iob, а може — як Job.
Букви k (ce), v (fi), x (ecs), z (zèd) можуть зустрічатися лише у запозичених словах, переважно у термінах, але вживаються на повністю послідовно. Так, офіційне видання Geiriadur Termau («Словник термінів») рекомендує для префікса кіло- написання kilo-, цього дотримується Університетський словник, зате cilo- є цілком розповсюдженим варіантом написання. Існують і розбіжності по різних словниках: наприклад, zero 'нуль' в GT, але sero у словниках географічних, фізико-математичних та комп'ютерних термінів.
Знак трема (¨) над голосним означає, що він вимовляється окремо, а не як частина дифтонга, наприклад, copïo (копіювати) — вимовляється як /kɔˈpiːɔ/, а не /ˈkɔpjɔ/.

### Морфологія

#### Мутація початкових приголосних
У валлійській мові зустрічається мутація початкових приголосних. Мутація початкових приголосних — феномен, властивий для усіх кельтських мов. Суть цього процесу полягає у тому, що перший звук у слові може змінюватися залежно від граматичного контексту (наприклад, якщо іменник (прикметник) вживається для позначення часу (dydd Llun 'понеділок', але ddydd Llun 'у понеділок')) або залежно від попереднього слова, наприклад, i 'к', yn 'в' і a 'и'. У валлійській мові діють три мутації: м'яка (леніція), назальна та спірантна.
| Radical | М'яка мутація (леніція) | Назальна мутація | Спірантна мутація |
| ------- | ----------------------- | ---------------- | ----------------- |
| p       | b                       | mh               | ph                |
| b       | f                       | m                |                   |
| t       | d                       | nh               | th                |
| d       | dd                      | n                |                   |
| c       | g                       | ngh              | ch                |
| g       | ∅*                      | ng               |                   |
| m       | f                       |                  |                   |
| ll      | l                       |                  |                   |
| rh      | r                       |                  |                   |

Існує також змішана мутація — глухі проривні приголосні піддаються спірантній мутації, а інші приголосні м'якій.

#### Артикль
У валлійській мові присутній означений артикль. Він стоїть перед визначеним ним словом і має форму y, yr, та r. Вибір здійснюється за наступним правилом:
- Якщо попереднє слово закінчується голосним, незалежно від початку наступного слова, використовується артикль 'r, наприклад, mae'r gath tu allan 'кішка знаходиться на вулиці'.
- В інших випадках використовується артикль yr, якщо слово розпочинається з голосного, наприклад, yr ardd.
- Якщо наступне слово розпочинається з приголосної літери, використовується артикль y, наприклад, y bachgen.

Артикль викликає м'яку мутацію у словах жіночого роду однини, наприклад, tywysoges «(певна) принцеса», але y dywysoges «(ця) принцеса».

#### Іменник
У валлійській мові є два граматичні роди іменників (чоловічий та жіночий).
Множина утворюється двома різними способами. У частині іменників множина утворюються від форми однини. Наприклад, tad 'батько' і tadau, bachgen 'хлопець' і bechgyn, chwaer 'сестра' і chwiorydd. В інших іменниках вихідною формою є форма множини (сингулятив). Іменники, які змінюються за цією системою, утворюють однину від множини шляхом додавання суфікса -yn (для чоловічого роду) або -en (для жіночого роду), наприклад, plant — «діти» та plentyn — «дитина», чи coed — «ліс» та coeden — «дерево».

## Лексика
Більшу частину словникового запасу валлійської мови складають споконвічні слова, які походять від загальнокельтської мови. Крім того, римське завоювання та романізація Британії, наслідком чого стало розповсюдження латинсько-бритського білінгвізму (двомовності), призвели до того, що у валлійську мову просочилося багато латинських слів. Це стосується навіть слів з побутової лексики, як-от: cyllell 'ніж' (лат. cultellus), porth 'двері' (porta), pysg 'риби' (piscis), llong 'корабель' ((navis) longa). Також, велику роль У Середньовіччі латина була мовою церкви, з чим пов'язаний ще один прошарок запозичень (ср. pechod 'гріх' peccatum). У Середньовіччі в уельську мову також проникнули французькі та скандинавські слова.
Не менш важливу роль відігравали зв'язки англійською мовою. Ще до нормандського завоювання Уельсу у валлійську мову просочилися деякі давньоанглійські слова, такі як betws 'каплиця' (давн-англ. bedhus 'будинок для молитов'). До XIX століття двомовність не була дуже поширеною, а тому ті декотрі слова, які потрапили до мови, запозичувалися насамперед з розмовної мови, ніж з літературної норми, наприклад, tatws 'картопля' (літературне potatoes, діалектне taters). У ХХ сторіччі володіння англійською мовою стало повсюдним, з неї (особливо з розмовної форми) запозичувалися слова з будь-яких галузей (наприклад, garej 'гараж', tîm 'команда' і т. д.). При цьому на письмі прийнято скоріш додержуватися літературних норм та використовувати, якщо це можливо, власне валлійські слова.
З валлійської в інші мови запозичень небагато. У Середньовіччі бритська латина відіграла важливу роль у формуванні лексики давньоірландської мови, в яку потрапили і декілька власне бритських слів. Також, є валлійські запозичення в діалектах англійської мови, розповсюдженої в Уельсі.. Опріч того, в англійську мову проникнули слова, які позначали власне валлійські реалії, наприклад, crwth 'музичний інструмент типу арфи', eisteddfod 'ейстедвод, культурний фестиваль'.

## Діалекти

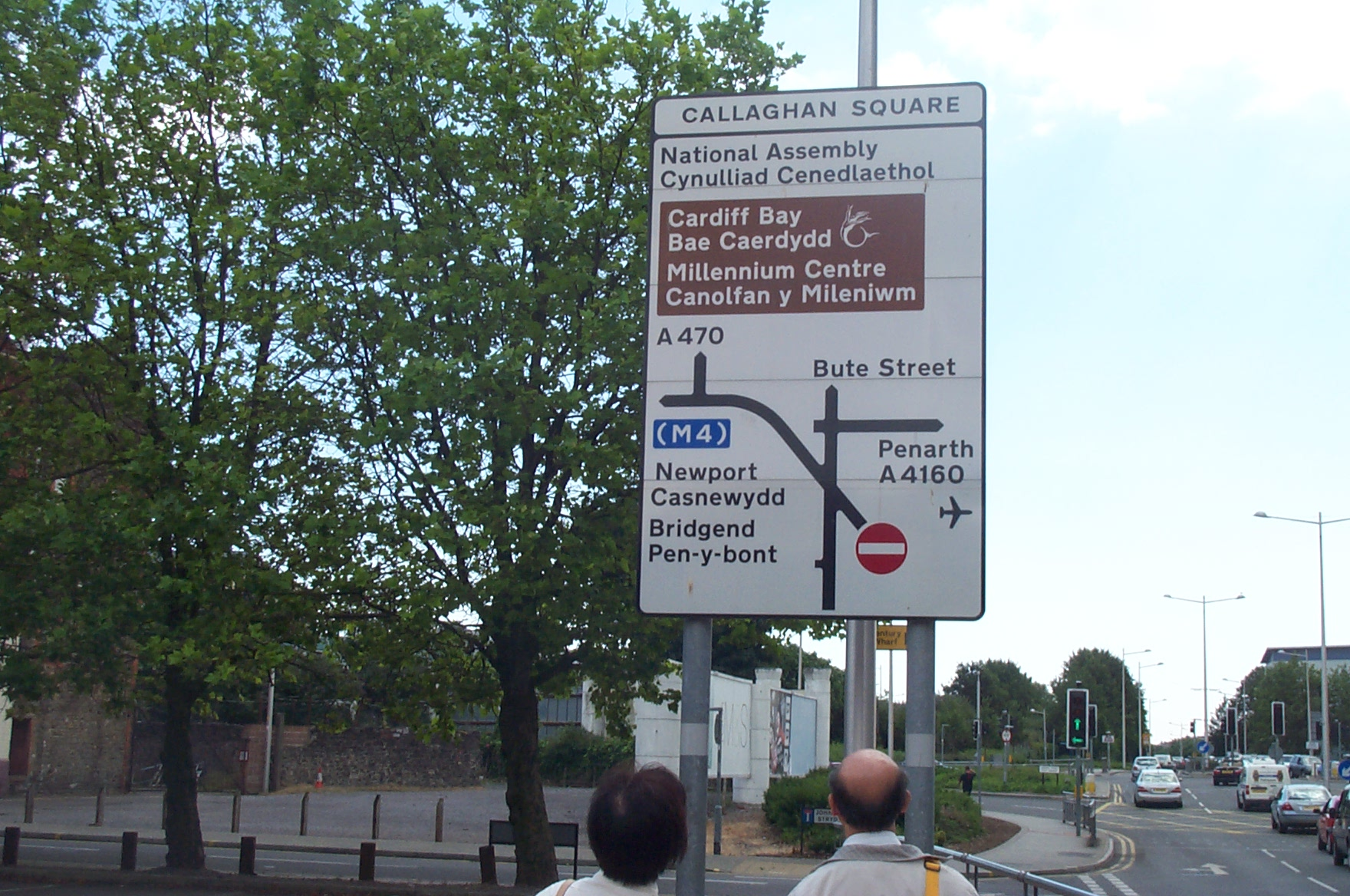
Двомовний дорожній знак у Кардіффі

Діалекти валлійської мови надто виразні у розмовній, а в меншій мірі писемній мові. Зручною, хоча й спрощеною, їх класифікацією є поділ на діалекти Півночі (Gogledd Cymru) та Півдня Уельсу (De Cymru), або «Gog» і «Hwntw» (gogledd 'північ'; південне hwn 'tw «ось там»). Діалектні відмінності охоплюють словник, вимову і граматику, хоча в останньому випадку відмінності у дійсності незначні.
Відмінності між діалектами можна відобразити висловом «Не бажаєте чашку чаю?». На півночі вислів буде звучати як «Dach chi isio panad?», а на півдні імовірніше запитання «Dych chi'n moyn dishgled?». Прикладом діалектних відмінностей у вимові може стати тенденція у південних діалектах букву «s» вимовляти шипляче, наприклад, mis — місяць, на півночі вимовлять швидше як '[mɪs], а на півдні — як [mɪʃ].
У дійсності відмінності між діалектами сучасної валлійської мови незначні у порівнянні з різницею між розмовною та літературною мовами. Остання набагато більш формальна та є, між іншим, мовою валлійських перекладів Біблії (хоча Beibl Cymraeg Newydd — Нова валлійська Біблія — набагато менш формальна за мовою, ніж традиційна Біблія 1588 р.). Хоча запитання «Не бажаєте чашку чаю?» малоймовірне у літературній валлійській, якби воно було задане, то звучало як «A oes arnoch eisiau cwpanaid o de?». .
Серед характеристик літературної мови, порівняно з розмовною, можна виділити частіше використання відмінюваних дієслівних форм, зміна у застосуванні деяких часів (так, літературний імперфект у сучасній мові має значення кондиціоналісу), скорочення частоти вживання займенників (оскільки передавана ними інформація зазвичай передається формами змінюваних дієслів та прийменників) і більш виражена тенденція замінювати англійські запозичення споконвічно валлійськими словами.

## Валлійська мова в освіті
Уельська мова широко використовується в освіті, багато валлійських університетів двомовні, у першу чергу Бангорський університет та Університет Аберистуїта.
Згідно з Національною шкільною програмою (National Curriculum), в Уельсі школярі зобов'язані вивчати валлійську до 16-річного віку. За даними Ради з валлійської мови, понад чверть дітей в Уельсі відвідують школи, навчання в яких проводиться переважно валлійською мовою. Решта вивчають валлійську як другу мову у школах, де викладання здійснюється англійською.

## Приклад
«Заповіт» Т. Шевченка валлійською мовою (переклав Джон Емріс Робертс)
| FY NHESTAMENT Pan fyddaf farw, cleddwch fy nghorff Yn fy annwyl Ukraine wlad, Beddrod ar rhyw uchel lecyn Draw o'm cylch y paith-dir wlad. Fel o'r cae, y paith ddiderfyn, Fel o'r afon Dniper lân, Weld o'm llygad, glyw o'm clustiau, Gryfder afon yn ei chân. Pan o'r Ukraine, Dniper gluda Draw i ddynder eigion glâs Gwaed y gelyn, yna gadwaf Fryniau hyn a'r gwastad brâs. Gadwaf oll ar ôl, ac hedaf Draw i gartref Arglwydd Dduw I ganu'i glod… ond hyd at hynny Dim a wyddys am fy Nuw. O cleddwch fi, a chodwch chwi A thorrwch gadwyn cry! Dyfriwch efo gwaed gorthrymwyr Y rhyddid 'nillsoch chwi. Ac yn y newydd deulu dyn, Byd eang bobloedd ffri, Mewn distaw sisial, felys air, Cofiwch amdanaf fi. |

Джерело: Українська бібліотека